# Thespis media
Thespis media är en bönsyrseart som beskrevs av Giglio-tos 1916. Thespis media ingår i släktet Thespis och familjen Thespidae. Inga underarter finns listade i Catalogue of Life.